# Ataenius corporaali
Ataenius corporaali är en skalbaggsart som beskrevs av Antoine Boucomont 1924. Ataenius corporaali ingår i släktet Ataenius och familjen Aphodiidae. Inga underarter finns listade.